# Liquits
Liquits es un trío musical de rock formado en México, que ha hecho giras dentro y fuera del país y con seis discos editados. Su último álbum fue titulado Safari de noche del 2015.

## Origen
El grupo se formó en 1993 en la zona sur de la Ciudad de México en la escuela donde estudiaban Facundo, Teo, Ro y Edi. Tuvo considerable fama desde dicho momento en la escena underground por sus canciones de carácter desenfadado.
En el año 1999 firmaron con el subsello Virgin Records para EMI Music México, en donde trabajan dos canciones con el reconocido músico y productor español Mastretta para el soundtrack de la taquillera película mexicana “Todo El Poder”. Después de este debut ya firmados en una multinacional, Liquits es llamado para hacer un remix del grupo español Fangoria, lo cual dio pie a que trabajaran en otro remix para el grupo mexicano Titán.
En el 2000 viajan a Nueva York para entrar a grabar lo que sería su primer álbum de estudio bajo la batuta del reconocido productor Andrew Weiss (exbajista de Rollins Band, Yoko Ono y Butthole Surfers, y productor de Babasónicos, Ween y Café Tacvba, entre otros) y que daría como fruto el disco Karaoke (EMI Music, 2001), del que se desprenden los sencillos Patito de Hule y Kurasaibo.

### "Karaoke" Despegue de una Carrera y el Primer Disco
Es a partir del lanzamiento de Karaoke, cuando Liquits empieza a hacer una gira de promoción y de shows por todo el territorio nacional, para posteriormente hacer una gira en España, donde se presentaron en importantes foros como la Sala Sol, Boca del Lobo y el Moby Dick.
Una vez terminada la gira por España y de regreso en la tierra que los vio nacer, Liquits es invitado por Joselo Rangel a participar en su proyecto solista llamado Oso. Esta participación se cierra en la edición 2001 del Festival Vive Latino en la Ciudad de México ante más de 40 mil espectadores. En este proyecto participan como músicos, tanto en la grabación del disco como en los shows en vivo que los llevan a hacer gira en México y en Estados Unidos, en ciudades como Nueva York, Austin, Texas (South By Southwest´02) y Los Angeles, participando así como el acto abridor de la gira 2002 de Los Fabulosos Cadillacs.
Una vez que Joselo se reincorporó al trabajo para editar el siguiente disco de Café Tacuba, Liquits fue invitado a participar en el disco tributo a los Hombres G, propuesta que aceptaron gustosos y se prestaron para volver a trabajar con Andrew Weiss, con quien hicieron la versión de la canción “Marta tiene un marcapasos”, la cual fue lanzada como el primer sencillo de ese disco editado por la Warner Music.
Ya en el 2004, un acercamiento por parte de Gustavo Santaolalla los lleva a firmar un contrato discográfico con la disquera de este último: Surco Records y Universal Music México. El resultado de esto es la grabación de 10 canciones para el disco Jardin de las cuales dos fueron producidas nuevamente por Andrew Weiss pero el resto por Emmanuel del Real. Este mismo año, Liquits participa con éxito en la edición del Festival Vive Latino 2004, regresan a South By Southwest 2004, además de que recorren los Estados Unidos abriendo toda la gira de Café Tacvba junto con Maldita Vecindad, Ely Guerra y Control Machete, presentándose en ciudades como San Diego, Long Beach, Bakersfield, Ventura, Chicago y Miami entre otras.

### "Jardín" El Segundo Disco
El disco Jardin salió al mercado el día 12 de noviembre y entre sus colaboradores en algunas canciones cuenta con Natalia Lafourcade, Joselo Rangel, Quique Rangel y el mismo Emmanuel del Real. Este lanzamiento está precedido por un Maxi Single que incluye el primer sencillo Chido y el video de este sencillo, el cual salió a la venta el 26 de octubre, acompañado por un ¨pin¨ de colección.
Liquits fue escogido por el galardonado director de cine Fernando Eimbcke para hacer la música de la película Temporada de patos que les mereció el Premio a la Mejor Música de un Filme en El Festival de Cine de Guadalajara en marzo del 2004 y un Ariel por Mejor Música Compuesta para una Película, por parte de la Academia de Artes y Cinematografía en marzo del 2005.
El disco Jardin lanzó también los sencillos Desde que, con un vídeo realizado en Buenos Aires, Argentina con el reconocido director de vídeos Picky Talarico y Jardín, tema que incluye la colaboración de Natalia Lafourcade, tanto en la grabación, como en el video de la misma, realizado por Julián Placencia en la ciudad de México.

### "Perfume Pantera" Más Éxito
El álbum Perfume Pantera logró atraer al público en todo México. Producido por Gustavo Santaolalla y grabado en la ciudad de Los Angeles
el disco incluyó temas como los sencillos Te comes lo que dices, La vida es corta y Cuando apagues la luz.
En el año 2007 realizaron la música incidental de la película Es muy fácil.

### "Kimono en Llamas y el Regreso de los Insectos" Retoman su Esencia
El álbum "Kimono en Llamas y el Regreso de los Insectos" es un disco diferente en su totalidad a su trabajo anterior. En este material retoman la esencia onírica, lúdica y surrealista de sus inicios. Los temas van unidos uno con el otro como una gran película sonora que incluye diversas canciones, cuentos, paisajes musicales e historias con personajes de su creación. Varios de los temas existían desde el año 1996, previo a la etapa con disqueras y habían sido grabados en una Tascam de 8 canales. El disco recupera esos singulares temas que ahora en el presente sufrieron nuevas grabaciones encima, para unir a todo esto temas nuevos y un par que no habían salido nunca en CD como "Oso Carpintero" y "Cabeza de Limón". Así pues es un híbrido en el tiempo, como si los LIQUITS del presente hubieran producido a los LIQUITS del pasado.
Para el arte de dicho álbum invitaron al artista gráfico/plástico VENA2  quien en colaboración con la ilustradora Jimena Sánchez armaron en un pliego de 2 metros de largo ilustraciones de cada canción. Esta obra pictórica está realizada con un realce en 3-D y puede ser apreciada con lentes anaglíficos incluidos.
El disco incluye colaboraciones del Loco Valdés, Natalia Lafourcade, Juan Manuel Torreblanca, María Emilia Martínez, Armando Vega Gil y DJ Angustias, entre otros.

### "Ven Ven" Un disco de matices, contrastes y experiencia
Ven Ven representa la 5.ª producción de estudio de la banda y fue editado en 2011. Incluye 10 canciones inéditas y fue trabajado nuevamente bajo la producción de Andrew Weiss, productor de su primer disco. Pablo Romero, vocalista y guitarrista de la banda argentina Árbol trabajó en la producción de dos canciones. Grabado en la Ciudad de México entre 2009 y 2010 Ven Ven muestra, más que una nueva faceta de la banda, una consolidación de estilo, manipulando su sonido a través de diversos géneros. En Ven Ven el trío se acompaña de guitarras distorsionadas, metales, sintetizadores, percusiones y melodías coloridas como el hilo conductor.

### "Safari de Noche" consolidando su sonido
Safari de Noche vuelve a tocar temas oníricos y se puede percibir a la banda explorando en géneros que apoyen de una forma actual la esencia que alguna vez los definió. Milo Froideval colabora como productor de dos temas. Ya ves e Inevitable. Este último incluye participaciones de Tito Fuentes de Molotov, Ale Moreno de Ruido Rosa, Bonnz y Oro de Neta de HelloSeahorse. El resto del álbum lo produce LIQUITS. De este producción se desprenden los sencillos Inevitable, Cinco Vueltas al Sol, Anoche, Alguien Gritó y Safari.

### "Greatest Kids" Música y Animación creada para niños de todas las edades
Greatest Kids Es el título que LIQUITS le pone a esta colección de animaciones musicales para niños. Incluidas en un canal de Youtube del mismo nombre, y animadas por Pedro García "Mala".

## Discografía
- Karaoke (2001)
- Jardín (2004)
- Perfume Pantera (2007)
- Kimono en llamas y el regreso de los insectos (2009)
- Ven Ven (2011)
- Safari de Noche (2015)
- Déjà vu  (2025)